# USS Snowden (DE-246)
«Сноуден» (англ. USS Snowden (DE-246) — військовий корабель, ескортний міноносець класу «Едсалл» військово-морських сил США за часів Другої світової війни.
«Сноуден» був закладений 7 грудня 1942 року на верфі Brown Shipbuilding у Г'юстоні, де 19 лютого 1943 року корабель був спущений на воду. 23 серпня 1943 року він увійшов до складу ВМС США.
Ескортний міноносець «Сноуден» брав участь у бойових діях на морі в Другій світовій війні, супроводжував транспортні конвої союзників в Атлантиці. За час війни у взаємодії з іншими протичовновими кораблями потопив німецький підводний човен U-488, і частково сприяв затопленню U-490 і U-1235.
За бойові заслуги, проявлену мужність та стійкість екіпажу в боях «Сноуден» удостоєний трьох бойових зірок, нашивки за участь у бойових діях, медалей «За Європейсько-Африкансько-Близькосхідну кампанію», «За Американську кампанію», Перемоги у Другій світовій війні, Експедиційної медалі ВМС та за службу національній обороні.

## Історія служби
26 квітня 1944 року західніше островів Зеленого мису «Сноуден» у взаємодії з американськими ескортними міноносцями «Фрост», «Г'юз» та «Барбер» потопили глибинними бомбами німецький човен U-488.
12 червня «Сноуден», «Фрост» і «Інч» встановили радіолокаційний контакт з об'єктом, що перебував на поверхні. «Інч» підсвічував ціль освітлювальними ракетами, і незабаром її ідентифікували як підводний човен. «Фрост» почав стріляти, оскільки «Сноуден» був поза межами досяжності вогню своїх гармат. «Фрост» отримав сигнал SOS, після чого на підводному човні пролунав гучний вибух. Троє американських кораблів підняли 60 вцілілих із затонулого U-490. 3 липня «Фрост» і «Інч» у взаємодії з палубною авіацією американського ескортного авіаносця «Кроатан» потопили глибинними бомбами німецький човен U-154.
22 серпня «Сноуден» приєднався до оперативної групи TG 22.5 і до 30 грудня 1944 року діяв у Карибському морі, після чого повернувся до Норфолку. 25 березня 1945 року оперативна група вирушила в північно-центральну частину Атлантичного океану для полювання на підводні човни противника. До 15 квітня ніяких контактів не було зафіксовано. «Сноуден» покинув загороджувальний патруль, щоб захистити «Кроатана», а «Стентон» і «Фрост» атакували. Через шість хвилин обидва кораблі струснув сильний підводний вибух. О 01:14 наступного ранку стався ще сильніший вибух, який потряс кораблі на відстані 12 миль, а потім кілька незначних вибухів. Як з'ясувалося пізніше це був U-1235, який загинув з усім екіпажем.